# Akrosida floribunda
Akrosida floribunda är en malvaväxtart som beskrevs av Paul Arnold Fryxell och Clase. Akrosida floribunda ingår i släktet Akrosida och familjen malvaväxter. Inga underarter finns listade i Catalogue of Life.